# 1,3-ジオキセタンジオン
1,3-ジオキセタンジオン（英: 1,3-dioxetanedione、または1,3-dioxacyclobutane-2,4-dione）はオキソカーボンの一種。化学式はC2O4。二酸化炭素の環状二量体、もしくは1,3-ジオキセタンの二重ケトンであるが、仮説上の化合物であり、現在まで合成には至っていない。
理論上は、室温では半減期が1.1マイクロ秒と非常に短いが、-196℃では安定すると考えられている。